# Cliffordov torus
Cliffordov torus je v geometrijski topologiji posebna vrsta torusa, ki se nahaja v prostoru  R4. Lahko ga obravnavamo kot torus, ki se nahaja v C2  ker je  C2 topološko enak kot R4. Razen tega vsaka točka Cliffordovega torusa leži na stalni razdalji od izhodišča. Zaradi tega  lahko smatramo, da leži znotraj 3 sfere.
Cliffordov torus je znan tudi kot kvadratni torus, ker je izometričen s kvadratom, ki ima dolžino stranice enako 2π.

## Definicija
enotsko krožnico S1 v R2 lahko parametriziramo s kotnimi koordinatami
{\displaystyle S^{1}=\{(\cos {\theta },\sin {\theta })\,|\,0\leq \theta <2\pi \}.}
V drugi kopiji R2 vzamemo kopijo enotske krožnice
{\displaystyle S^{1}=\{(\cos {\phi },\sin {\phi })\,|\,0\leq \phi <2\pi \}}.
Potem je Cliffordov torus
{\displaystyle S^{1}\times S^{1}=\{(\cos {\theta },\sin {\theta },\cos {\phi },\sin {\phi })\,|\,0\leq \theta <2\pi ,0\leq \phi <2\pi \}}.
Ker pa je vsaka kopija  {\displaystyle S^{1}} potopljena podmnogoterost R2, je Cliffordov torus potopljeni torus v R2 × R2 = R4.
Kadar je R4 podan s koordinatami x1, y1, x2, y2 je Cliffordov torus dan z
{\displaystyle x_{1}^{2}+y_{1}^{2}=1=x_{2}^{2}+y_{2}^{2}\,}. To pa je štirirazsežna sfera.